# James Boswell

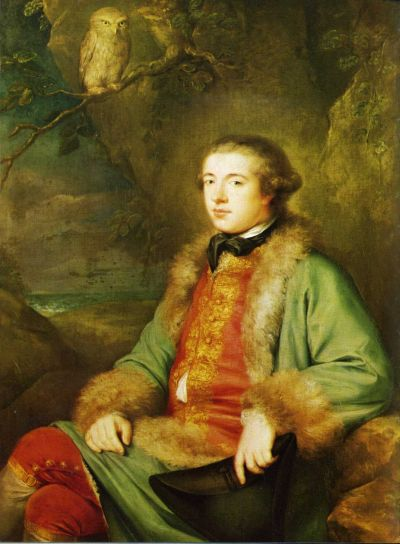
James Boswell. Retrato de George Willison. Galería Nacional de Escocia, 1765.

James Boswell, noveno Laird Auchinleck (Edimburgo, 29 de octubre de 1740 - Londres, 19 de mayo de 1795) fue un escritor, abogado y aristócrata escocés, conocido por su biografía sobre el doctor inglés, intelectual y hombre de letras del siglo XVIII Samuel Johnson (1709-1784), titulada La vida de Samuel Johnson (1791, The Life of Samuel Johnson, LL.D.).

## Biografía
Hijo de Lord Auchinleck (léase lord Affleck), juez del tribunal supremo de Escocia, estudió derecho primero en las universidades de Edimburgo (1753-1758) y Glasgow (1758-1762), donde fue alumno de Adam Smith. Posteriormente, completaría su formación en Utrecht. Antes de partir para dicha ciudad, conoció el 16 de mayo de 1763 a Samuel Johnson en Londres, figura a la que profesaba una gran admiración y con la que le uniría, posteriormente, una gran amistad. Tras graduarse en Utrecht, realizó numerosos viajes por Europa, en los que se relacionó además con personajes relevantes de su tiempo, tales como Rousseau, Voltaire, el general Pasquale Paoli, David Hume,... Fruto de esos viajes, animado por Samuel Johnson, esbozaría varios libros de viajes como Boswell in Holland y Boswell on the Grand Tour: Germany and Switzerland (1763-1764) que no se publicaron hasta el siglo XX. 
También escribiría y publicaría An Account of Corsica (1768), "Un relato de Córcega", del que se sentía muy orgulloso por sus simpatías corsas y su amistad con Pasquale Paoli. Boswell estuvo en la isla de Córcega en octubre y noviembre de 1765 y tras su vuelta emprendió una amplia campaña de prensa en favor de la República de Córcega, proclamada tras su sublevación contra la dominación de la República de Génova. Escribió decenas de artículos en el London Chronicle, una gaceta de fuerte tirada. El libro fue publicado a mediados de febrero de 1768 y consiguió un gran éxito —superó los 4000 ejemplares en varias ediciones—, siendo traducido a varios idiomas como el italiano, el holandés, el alemán y el francés. Este libro, como ha destacado Antoine Franzini, además de aportar una notoriedad a su autor, «hizo más por la gloria de Paoli y por la imagen de la república corsa que todos los otros relatos de viajeros o de militares».
Tras esta etapa, residió un tiempo en Londres antes de volver a Edimburgo, donde se casó en 1769, y donde comenzó a ejercer la abogacía, sin gran éxito. Su vida fue especialmente licenciosa, frívola y disoluta: solía salir de casa, y tras pasar semanas enteras entre prostíbulos y tabernas, volver a ella con alguna infección venérea. En ese tiempo, solía realizar un viaje anual a Londres en primavera, donde pasaba la Pascua con Johnson, quien siempre le ofrecía sus consejos. En 1773, invitó a Samuel Johnson a Escocia, y con él realizaría un memorable viaje por las Hébridas que relataría en A Journal of a Tour to the Hebrides  (1785). Durante este tiempo comenzaría a frecuentar los círculos de Lord Monboddo y Lord Kames en Edimburgo, donde se codearía además con el poeta Robert Burns, John Home, Adam Smith,... Además, por su amistad con Samuel Johnson se hizo miembro de The Club, club de caballeros londinense compuesto por la flor y nata de los círculos intelectuales británicos, contándose entre sus miembros, entre otros, el propio Samuel Johnson, el pintor sir Joshua Reynolds, el gran historiador Edward Gibbon, el escritor Thomas Sheridan y su hijo, el escritor y dramaturgo Oliver Goldsmith, el famoso actor David Garrick, el político Edmund Burke, el naturalista sir Joseph Banks,... 
Durante este tiempo llevaría un diario detallado de todos sus encuentros con Johnson y otras personalidades de la época. Por ejemplo, estuvo en el lecho de muerte de David Hume, al que Boswell le preguntó si no prefería enmendarse y creer en una vida después de la muerte para poder encontrarse con sus amigos, a lo que Hume contestó que ninguno de sus amigos había creído en la vida después de la muerte, por lo que no esperaba encontrarlos;... Conversaciones como esta las recogía en sus diarios y su correspondencia, que son una valiosa fuente de anécdotas y de datos sobre la vida durante el siglo XVIII. 
Sin embargo, su opus magnum  es la biografía de Johnson, La vida de Samuel Johnson (1791), en la que, a partir de las notas que él mismo tomaba de sus conversaciones con Johnson, y de la correspondencia y anécdotas que otros le proporcionaron, realiza un soberbio retrato del doctor Johnson, de su tiempo, obra y opiniones, amén de reclamar el valor de la amistad. Esta obra está considerada como la mejor biografía en lengua inglesa, y ha sido tomada como un referente biográfico moderno -el mundo anglosajón incluso afirma que Boswell creó la biografía moderna. 
Tras la muerte de Johnson en 1784, Boswell se mudó a Londres, donde probó suerte en los tribunales londinenses, de nuevo con poco éxito. Por entonces, afectado por alguna enfermedad venérea y el alcoholismo, su salud se vio resentida. Su propia fama y posición social se fueron volviendo más y más precarias conforme su círculo de amistades iba falleciendo y, debilitado y apartado de la mayor parte de los círculos intelectuales del momento, dedicó sus últimos años a escribir su La vida de Samuel Johnson como vehículo para reivindicar a su amigo. La propia publicación de la biografía en 1791 le acarreó numerosos problemas, al publicar en ella detalles, anécdotas y correspondencia entre Johnson y muchas personalidades todavía vivas que, pese a haberle proporcionado la información, consideraron que Boswell había violado su confianza y su intimidad al publicar sin ningún pudor los detalles y los nombres de los involucrados.
Finalmente, falleció en 1795, mientras preparaba la cuarta edición de La vida de Samuel Johnson, que fue completada, aportando numerosas notas, por el erudito shakesperiano Edmond Malone, también amigo de Samuel Johnson y del propio Boswell.

## Valoración
Su fama póstuma fue, curiosamente, la de un idiota y un pervertido: los intelectuales del siglo XIX consideraban que la magnífica biografía del Dr. Johnson era fruto de la feliz labor de un idiota; su familia, abochornada por su fama de libertino, utilizaría su retrato para lanzar, literalmente, dardos contra él. La leyenda dice que parte de su correspondencia fue descubierta (y rescatada) en Calais de entre las hojas que un pescadero usaba para envolver el pescado (anécdota parecida a la de Bach y el carnicero de Mendelssohn), y la mayoría de su correspondencia, diarios y notas serían ocultadas por vergüenza hasta que fueron redescubiertas en 1920 en el castillo de Malahide, al norte de Dublín, donde se habían afincado, por matrimonio con los Talbot, algunos de sus descendientes. Desde entonces, su figura vivió una gran revalorización, con la publicación de biografías, ensayos y estudios críticas que lo elevaron a una figura prominente del panorama intelectual dieciochesco. Desde luego, Boswell se codeó con las principales luminarias de la época (y en sus cartas y notas aporta valioso material sobre ellos), y escribió una de las obras cumbre del género biográfico, contribuyendo sobremanera a la fama póstuma del Dr. Johnson, y a que otros muchos intelectuales de la época no hayan caído en el olvido.
Fue Boswell el primer autor que utilizó el adjetivo "romántico". En su obra de 1768 "An Account of Corsica" el término aparece cuatro veces: para calificar la vista de la ciudad de Corti desde el monasterio de los franciscanos, para describir un agreste valle en el que se asentó la Orden de la Iglesia Griega de San Basilio, al nombrar el sonido de un instrumento de cuerda parecido a la cítara y en la mención al retiro de Rousseau en Ginebra.

## Obra
- London Journal (1762-1763)
- Dorando, a Spanish Tale (1767, anónimamente)
- An Account of Corsica (1768) Account of Corsica, 1768

Account of Corsica, 1768

- The Hypochondriack (1777-1783, una serie mensual en el London Magazine)
- A Journal of a Tour to the Hebrides (1785)
- The Life of Samuel Johnson (1791, reimpreso en Everyman's Library)

## Edición en español
- Boswell, James (1997). Diario londinense, 1762-1763. Círculo de Lectores. ISBN 978-84-226-6716-2.

- Boswell, James (1998). Encuentro con Rousseau y Voltaire. Mondadori. ISBN 978-84-397-0193-4.

- Boswell, James (2007). Vida de Samuel Johnson. El Acantilado. ISBN 978-84-96489-84-4.